# Brawl Stars
Brawl Stars és el 5è i el videojoc més recent després d'Squad Busters i mo.co, disponible de Supercell per a dispositius mòbils (iOs i Android). Es tracta d'un videojoc de tir (d'un grau de violència en dibuixos animats baix), amb diversos modes de joc.
Va ser publicat el 17 de juny del 2017 en versió Beta (només disponible al Canadà i en anglès com a únic idioma). Durant els darrers mesos, es va anar afegint per a una sèrie de països fins que el 19 de desembre del 2018 es va publicar globalment. Actualment no està disponible en català.
Com la resta de videojocs de Supercell, Brawl Stars és freemium (és a dir, que jugar-lo és gratuït, però petites transaccions econòmiques permeten avançar en el joc més ràpidament, a més de poder donar aspectes diferents als seus personatges). El joc esta disponible en iOS i en Android.

## Videojoc
Brawl Stars és jugat en horitzontal. Amb la mà esquerra es controla el moviment del personatge (anomenat "Brawler") de l'usuari mitjançant una palanca de control, amb la mà dreta es controla la direcció on es vol disparar, i també pots utilitzar el teu gadget. (Habilitat especial que es desbloqueja al nivell 7 de brawler.)
Amb cada partida guanyada, el/la jugador/a guanya trofeus (que es sumen a la puntuació del/a jugador/a), experiència i fitxes (que s'utilitzen per pujar de nivell al brawl pass, que és un caminet on pots obrir Punts de Poder d'un brawler (que serveixen per pujar-lo de nivell, millorant les estadístiques d'aquest), monedes (que serveix per comprar punts de poder a la botiga o per millorar els brawlers),, i caixes que poden atorgar Punts de Poder d'un brawler (que serveixen per pujar-lo de nivell, millorant les estadístiques d'aquest), monedes (que serveix per comprar punts de poder a la botiga o per millorar els brawlers), nous brawlers, gadgets ò Poders estel·lars (habilitats especials que difereixen per cada brawler). A més, poden contenir duplicadors de fitxes (que dupliquen les properes 200 fitxes que aconsegueixi el/la jugador/a)). Amb cada partida perduda, el/la jugador/a perd trofeus, i guanya una menor quantitat de fitxes i experiència.

## Modes de joc[5]

### 3 contra 3
Atrapagemas: Els dos equips han d'intentar agafar gemes que provenen d'una mina situada a terra enmig del mapa. Si un brawler que portava gemmes mor, aquestes cauran a terra i qualsevol altre brawler podrà agafar-les, i el brawler mort reapareixerà uns 5 segons després al seu extrem del mapa. Quan un equip aconsegueix que la suma de les gemes que porta cadascú sigui de més de 10, s'activa un compte enrere de 15 segons que només es cancel·larà si la xifra de gemes descendeix per sota de 10 a causa de l'abatiment d'un dels brawlers d'aquest equip, o si l'equip contrari aconsegueix portar un nombre de gemes igual o superior (en aquest cas, el compte enrere es reinicia per l'equip contrari). Un cop transcorri aquest temps, l'equip que porti un nombre de gemes superior a 10 i superior a les gemes de l'equip contrari, guanya la partida. En aquest mode, encara que no s'indiqui, hi ha un temps màxim d'uns 13 minuts. Quan aquest temps s'acaba, s'inicia un compte enrere especial, ja que no depèn de les gemmes que tingui qualsevol dels dos equips. Si aquest compte enrere s'acaba i els dos equips tenen les mateixes gemes, s'empata.
Caça estelar: Tots els brawlers comencen portant dues estrelles. L'equip ha d'intentar matar els brawlers de l'equip contrari. Quan un/a jugador/a elimina un altre brawler, aquest portarà una estrella més (fins a un màxim de 7), i sumarà per a l'equip les estrelles que portava el brawler que ha mort (el qual reapareixerà després de 5 segons al seu extrem del mapa). La partida acaba després de 2 minuts. És possible empatar en el cas que els dos equips tinguessin el mateix nombre d'estrelles.
Atracament: Els dos equips tenen una caixa forta amb uns punts de vida determinats al seu extrem del mapa. L'objectiu és destruir la caixa forta contrària, o que aquesta tingui menys vida que la seva caixa forta un cop el temps s'exhaureixi. En aquest mode és possible empatar.
Futbol Brawl: Els dos equips tenen una porteria al seu extrem del mapa. L'objectiu és marcar dos gols a la porteria contrària, o que un cop el temps s'exhaureixi el nombre de gols de l'equip del/a jugador/a sigui major que els gols de l'equip contrari. Pot ser que el temps s'exhaureixi i la partida estigui empatada a un gol per cada equip, llavors un temps suplementari d'un minut s'activa a més a més de que tots els obstacles del camp desapareixen per fer que la partida es desempati mes ràpidament. Quan un brawler toca la pilota que es troba a terra, aquest n'agafa possessió, però no pot disparar a altres brawlers (per treure'n la possessió cal que el brawler la xuti cap a una direcció determinada amb la palanca de control de dispaarr (o amb la palanca d'atac del seu super) o que aquest sigui abatut per l'equip contrari).
Setge: Aquest mode de joc és similar al mode de joc "asalt" i té un objectiu semblant. La diferència és que les caixes fortes ara tenen una arma que les protegeix dels enemics i per destruir-les, s'hauran de recollir rosques que apareixeran al centre del mapa durant un temps estipulat. Cada cop que s'acabi aquest temps, les rosques seran utilitzades per formar un robot que es dirigirà cap a la caixa forta contrària. Si el teu equip té més rosques que el contrari formarà un robot i viceversa. Si els dos equips tenen les mateixes rosques, no es formarà cap robot i la partida continuarà. Una partida de setge pot setge durar fins a 4 minuts i 30 segons i es fins poden crear fins a 4 robots. Els trofeus que es guanyin o perdin, les fitxes aconseguides i l'experiència aconseguida seran duplicades.
Zona Restringida:
Noqueig:

### Supervivència[10]
Individual: L'objectiu d'aquest mode de joc és eliminar a tots els brawlers (un total de 10 comptant al/la jugador/a). El mapa és més gran que els de les partides de 3 contra 3, i hi ha repartides diverses caixes que un cop destruïdes deixin anar un cub poderós que atorguen més punts de salut i d'atac al brawler possessor. Aquests cubs també es poden aconseguir eliminant als altres brawlers, que deixen anar una quantitat de cubs determinada segons els cubs que el jugador mort tenia. Si el/la jugador/a mor, s'acaba la partida. El nombre de trofeus i de fitxes aconseguits es determina segons la posició obtinguda.
En parelles: L'objectiu és el mateix que el mode "Individual", però aquí es juga per parelles. Els cubs poderosos es comparteixen entre els dos, i si un dels dos brawlers mor, reapareixerà 15 segons després (excepte si el/la comapny/a mor abans), aleshores s'acaba la partida.
En parelles:
Igual que amb duo però amb 4 equips de 3.

### Esdeveniments especials
Aquests no pugen ni baixen trofeus, només atorguen fitxes i experiència segons unes condicions. Requereixen apostar una certa quantitat de tiquets (entre 1 i 20, determinada pel jugador); i quants més tiquets, les fitxes aconseguides es multipliquen (excepte en el cas d'un dels tres modes).
Lluita Robòtica: Tres jugadors situats al centre al voltant d'una caixa forta s'enfronten a onades de 4 tipus de robots (cada cop més nombrosos i més forts) que van apareixent durant el transcurs de la partida als marges del mapa (de la mateixa mida que els de Supervivencia) que intentaran destruir la caixa forta. La partida pot durar fins a uns tretze minuts i quan aquests s'acaben, s'inicia un compte enrere en el qual, si la caixa no és destruïda, es guanya la partida i es reclama la màxima recompensa possible. La quantitat d'experiència i de fitxes obtingudes depèn del temps que la caixa trigui a ser trencada
El gran joc: Cinc jugadors/es intentaran matar a un/a sisè/na anomenat "el jefe" (que té una gran quantitat de punts de salut, major velocitat de moviment, de recàrrega i punts d'atac, però no pot ser curat amb el temps), qui intentarà sobreviure el major temps possible. La quantitat de fitxes i experiència guanyades es determina segons el temps que l'equip es trigui en destruir al "jefe".
Tots contra un: En aquest mode de joc, no es pot escollir la quantitat de tiquets que s'utilitzen, ja que sempre s'utilitzarà un. A part, el mode té diferents dificultats, i quant més alta sigui la dificultat, més recompenses es donaran si es guanya la partida. L'objectiu és matar a un robot gegant ("jefe robótico" en castellà) que tractarà d'acabar amb el teu equip, que estarà format per tres persones. Un cop el robot hagi mort es guanyarà la partida, es donarà una gran recompensa i es donarà accés a la dificultat següent. Si un dels jugadors del teu equip mor, reapareixerà en 25 segons en la posició d'un dels jugadors restants (O en el cas de que quedi un, en el lloc on aquest estigui). Si no queda cap jugador viu, es perdrà la partida, amb una recompensa petita.
Destrucció: Destrucció és un esdeveniment que es va introduir durant la temporada 11 del Brawl Pass. En aquest esdeveniment, hi ha dos equips formats per tres jugadors cadascun. L'objectiu és eliminar els oponents 8 vegades sense deixar que l'enemic faci el mateix. Quan un equip derrota 8 oponents, guanyen. Després de 2 minuts sense que tots dos equips eliminin 8 oponents, l'equip que hagi derrotat més enemics guanya la partida.

## Brawlers
Actualment, el joc compta amb 87 brawlers, cadascun comptant amb uns punts de vida, un atac, un atac "súper", un o dos gadgets i una o dues habilitats estelar úniques (pel que fa als gadgets i les habilitats especials, tan sols se’n pot utilitzar una de cada a la vegada. És a dir, un gadget i una habilitat estelar), Hipercàrrega i desde 6 fins a vuit reforços de qualitat rara, èpica i mitica. Aquests brawlers es poden obtenir en Starr Drops o en el Camí Starr al aconseguir cert nombre de Crèdits per cada qualitat. Les probabilitats d'aconseguir un brawler poden augmentar depenent de si es tracta d'un personatge de qualitat especial, superespecial, èpic, mític o llegendari. Cada brawler té diferents habilitats i característiques, com ara rang, dany, velocitat de recàrrega, habilitat "súper", gadget i l'habilitat estelar. Recentment s'ha afegit la hipercàrrega, la qual és una millora temporal de la súper, el dany i la velocitat, que es carrega a la par que la súper, però més llenta. El nou brawler Buzz Lightyear és gratis.
| Inicial              | Shelly. |
| Especials            | Nita, Colt, Bull, Brock, El Primo, Barley, Poco i Rosa. |
| Superespecials       | Jessie, Dynamike, Tick, 8-Bit, Rico, Darryl, Penny, Carl, Jacky i Gus. |
| Èpics                | Bo, Emz, Stu, Piper, Pam, Frank, Bibi, Bea, Nani, Edgar, Griff, Grom, Bonnie, Hank, Pearl, Mandy, Maise, Sam, Lola, Ash, Belle, Gale, Collete, Larry i Lawrie, Angelo, Berry i Shade.          |
| Mítics               | Mortis, Tara, Genio, Max, Senyor P, Sprout, Byron, Squeak, Gray, Willow, Doug, Chuck, Lou, Ruffs, Buzz, Fang, Janet, Otis, R.T, Charlie, Eve, Buster, Mico, Melodie, Lily, Clancy, Moe i "JJ". |
| Llegendaris          | Spike, Crow, Leon, Sandy, Amber, Meg, Chester, Cordelius, Surge, Kit i Draco i Kenji. |
| Per a temps llimitat | Buzz Lightyear. |